# 周杰
周杰（1970年8月5日—），男，祖籍山东，出生于陕西西安，中国演员、歌手、企业家。

## 生平
1970年8月5日出生於陕西省西安市，祖籍山东，从小就是学校的文艺积极分子，小学五年级时就在學校演起了“小话剧”。上海戏剧学院表演系1989级本科，畢業後分配至中央实验话剧院工作。1998年在电视剧《还珠格格》中飾演福爾康而大红大紫。1999年出版个人寫真集《深情爾康——周杰走過》。2000年在電視劇《少年包青天》中飾演包拯。2010年代后淡出娱乐圈改行经商，开设影视公司和农业公司，投资艺术品收藏，參與話劇演出。现为中國國家話劇院演员。

## 影視作品列表

### 电影
| 年份   | 片名               | 角色   |
| 1992年 | 《阮玲玉》         | 刘琼   |
| 1995年 | 《中俄列车大劫案》 | 李强   |
| 1996年 | 《截杀香阁寺》     | 关力雄 |
| 1999年 | 《相约2000年》     | 小康   |
| 1999年 | 《玫瑰楼迷影》     | 吴建   |
| 2007年 | 《第三种温暖》     | 郭宁   |
| 2011年 | 《建党伟业》       | 李汉俊 |
| 2015年 | 《零点杀机》       | 陈永强 |

### 电视剧
| 年份   | 劇名                           | 角色             |
| 1992年 | 《青春永恒》                   | 小青工           |
| 1993年 | 《陌生的海岸》                 | 岳勁東           |
| 1998年 | 《女人在家》                   | 劉萬財           |
| 1998年 | 《还珠格格》第一部             | 福爾康           |
| 1999年 | 《还珠格格》第二部             | 福爾康           |
| 2000年 | 《少年包青天》                 | 包拯             |
| 2001年 | 《桃花扇傳奇》                 | 侯朝宗           |
| 2003年 | 《射鵰英雄傳》                 | 楊康             |
| 2003年 | 《说出你的爱》(《蛋白质女孩》) | 张宝             |
| 2003年 | 《还珠格格》第三部             | 福爾康           |
| 2003年 | 《非常道》                     | 雷鸣             |
| 2004年 | 《正義令天下》                 | 卓中岳           |
| 2004年 | 《關東英雄》                   | 孟德龍（乔哥）   |
| 2004年 | 《俠影仙蹤》                   | 黃初平           |
| 2005年 | 《终极玄机》                   | 陈明宇           |
| 2005年 | 《梅花档案》                   | 龍飛             |
| 2006年 | 《封神榜之凤鸣岐山》           | 周武王           |
| 2006年 | 《透明天空》                   | 栗莫凡           |
| 2007年 | 《夜幕下的哈尔滨》             | 玉旨一郎         |
| 2007年 | 《阳光普照大地》               | 邹狄克           |
| 2008年 | 《秘密列车》                   | 龙飞             |
| 2009年 | 《大女当嫁》                   | 澎坦             |
| 2010年 | 《新京城四少》                 | 古人杰（童玉賢） |
| 2012年 | 《像兄妹一样手拉手》           | 刘放             |
| 2012年 | 《黑夜天使》(《通天神探》)     | 谢长风           |
| 2019年 | 《老中医》                     | 贾先生           |

### 话剧
- 1998年 《思凡》
- 2013年 《志摩归去》
- 2015年 《北京法源寺》

## 單曲
- 《你是風兒我是沙》
- 《夢裡》
- 《只要有你》

## 事件
- 2004年林心如在《康熙來了》抱怨拍《還珠格格》期間，周杰屢次假戲真做強迫其舌吻[3]。事隔13年后，周杰于2017年在微博反驳林心如，并將矛盾上升至两岸关系。他质问林心如若被舌吻，为何没有当场抗议，「原因很簡單，她只是沒有想到多年後網絡會如此發達，大陸的土老冒們也會看到她們省的節目，她們在自己節目裏詆毀大陸人的內容被爆光了而已，這也成了我的罪狀，我只能說確實我這個大陸人不配跟人家上等人拍這樣的戲。」[4]
- 2010年3月，周杰在个人博客发表了题为《忘记了过去，就意味着背叛！》的博文，曝光拍摄《还珠格格1》时自己与台湾演员产生矛盾，遭遇歧视，并指包括陈志朋和苏有朋在内的台湾演员攻击大陆、支持台独。他特别提到苏有朋对他多次挑衅，“甚至其中还有位腔调从来‘特别娘’的所谓偶像演员，他专门经常挑衅地对我说：‘我们来你们大陆就是出国，因为台湾本来就是一个独立的国家！’”林心如，苏有朋，陈志朋事后均否认，指他无中生有，自我炒作。[5]
- 2006年前後在某博客以大量匿名留言，自戀自誇自己演技好等回覆，博客的系统在2008年升级，所有匿名留言均顯示為「博主」，因此曝光，此事件亦有金莎、金巧巧等多位藝人坍台。
- 2008年4月2日，周杰在798艺术工厂驾驶奔驰遇到路障后，和物业保安发生冲突，并将保安踢伤，随后驾车将两名保安顶开，连闯三道关卡，最终被保安拦下。
- 2009年6月2日凌晨，周杰驾驶一辆无牌照奔驰在北京与一辆出租车相撞，造成三人受伤。周杰于十二个小时后到交警支队接受调查。据现场人员称，周杰当时一身酒气，但十二小时后的酒精检测显示周杰体内酒精含量为零。事发后，网友热议此事，并称周杰“周逃逃”[6]。

## 外部連結
- 周杰的新浪微博（简体中文）
- 周杰的新浪博客（简体中文）
- 周杰在香港影庫上的簡介
- 周杰在时光网上的簡介（简体中文）
- 周杰在豆瓣上的资料（简体中文）